# Hechtia montis-frigidi
Hechtia montis-frigidi es una especie de planta perteneciente a la familia Bromeliaceae. El epíteto específico del nuevo taxón hace referencia al lugar, Cerro Frío, en donde las plantas de la especie fueron encontradas.

## Descripción
Hierbas rupícolas, arrosetadas, cespitosas, en flor de 1 a 2 m de alto, las rosetas de 20 a 40 cm de alto y de 60 a 70 cm de diámetro, acaules. Hojas numerosas, carnosas, las vainas pardas claras con tintes pardos oscuros y lustrosas en la superficie abaxial y pajizas y pardas en la superficie adaxial, de 5,5 a 6 cm de largo, de 5 a 7,5 cm de ancho. Inflorescencias terminales; masculinas de 120 a 200 cm de alto, 3 veces ramificadas con hasta 97 ramas primarias, el pedúnculo pardo oscuro a rojizo, cilíndrico, de 60 a 90 cm de largo, de 2 a 3 cm de diámetro; brácteas del pedúnculo pardas claras, las vainas ovado triangulares, de 3 a 3,4 cm de largo, de 2,4 a 2,5 cm de ancho, las láminas angostamente triangulares, de 10 a 13,2 cm de largo, de 3 a 5,5 mm de ancho; flores más de 40 por espiga, actinomorfas; sépalos pardos claros, triangulares, de 1,5 a 3 mm de largo, de 1,1 a 2 mm de ancho; pétalos blancos verdosos, ovado-elípticos, de 3,1 a 5 mm de largo, de 2 a 3 mm de ancho, glabros; estambres iguales, más largos que los pétalos, los filamentos blancos, de 3 a 5,5 mm de largo, las anteras verdes, de 1 a 2 mm de largo, de 1 mm de ancho; ovario vestigial, de 1 a 2 mm de largo; inflorescencias femeninas de 110 a 185 cm de alto, 2 veces ramificadas con 30 a 60 ramas primarias, el pedúnculo verde-purpúreo, cilíndrico, de 60 a 85 cm de largo, de 1 a 2,3 cm de diámetro; brácteas florales más largas que los pedicelos y casi tan largas como los sépalos, de 2,8 a 5,6 mm de largo, de 0,6 a 1,6 mm de ancho; flores más de 30 por rama, actinomorfas, pediceladas; pedicelos no articulados, de 1 a 2 mm de largo; sépalos verdes pardos, triangulares, de 2 a 3 mm de largo, de 1,7 a 2,5 mm de ancho; pétalos verdes pardos, triangulares, de 3,5 a 4,6 mm de largo, de 2 a 3 mm de ancho, glabros, agudos en el ápice; ovario verde, elipsoide, de 4,5 a 5,7 mm de largo, de 2 a 2,9 mm de diámetro, glabro; estigmas tres, verdes, filiformes, de 1 a 1,5 mm de largo; estaminodios 6, blancos, angostamente triangulares, laminares, de 1,8 a 2,9 mm de largo, con anterodios diminutos. Cápsula cortamente pedicelada, los pedicelos de 2 a 2,4 mm de largo, parda, ovoide, de 1 a 1,3 cm de largo, de 3 a 7 mm de diámetro. Semillas pardas, fusiformes, de 3,5 a 6 mm de largo, de 1,6 mm de ancho, con un ala que rodea la semilla.

## Distribución
Hechtia montis-frigidi se conoce hasta ahora únicamente del municipio de Puente de Ixtla, Tilzapotla, Morelos, México, aproximadamente a 1 km de los límites con el estado de Guerrero, por ello es probable que la distribución de la misma se extienda a dicha entidad.

## Hábitat
Crece formando colonias pequeñas en laderas rocosas abiertas en bosques de encino con elementos de bosque tropical caducifolio, entre 1750 y 2120 m s. n. m. Florece de abril a julio.

## Estado de conservación
Endémica del territorio mexicano.